# SOCAR
A SOCAR (em azeri:  Azərbaycan Respublikası Dövlət Neft Şirkəti) é uma empresa petrolífera e de extração de gás natural estatal do Azerbaijão com sede em sua capital Baku, foi fundada em 1992 e é uma das maiores petrolíferas do mundo, com exploração onshore e offshore no Mar Cáspio. A empresa foi fundada após a independência do Azerbaijão, em substituição ao Azneft soviético controlado pelo Ministério da Indústria Petrolífera da República Soviética do Azerbaijão.

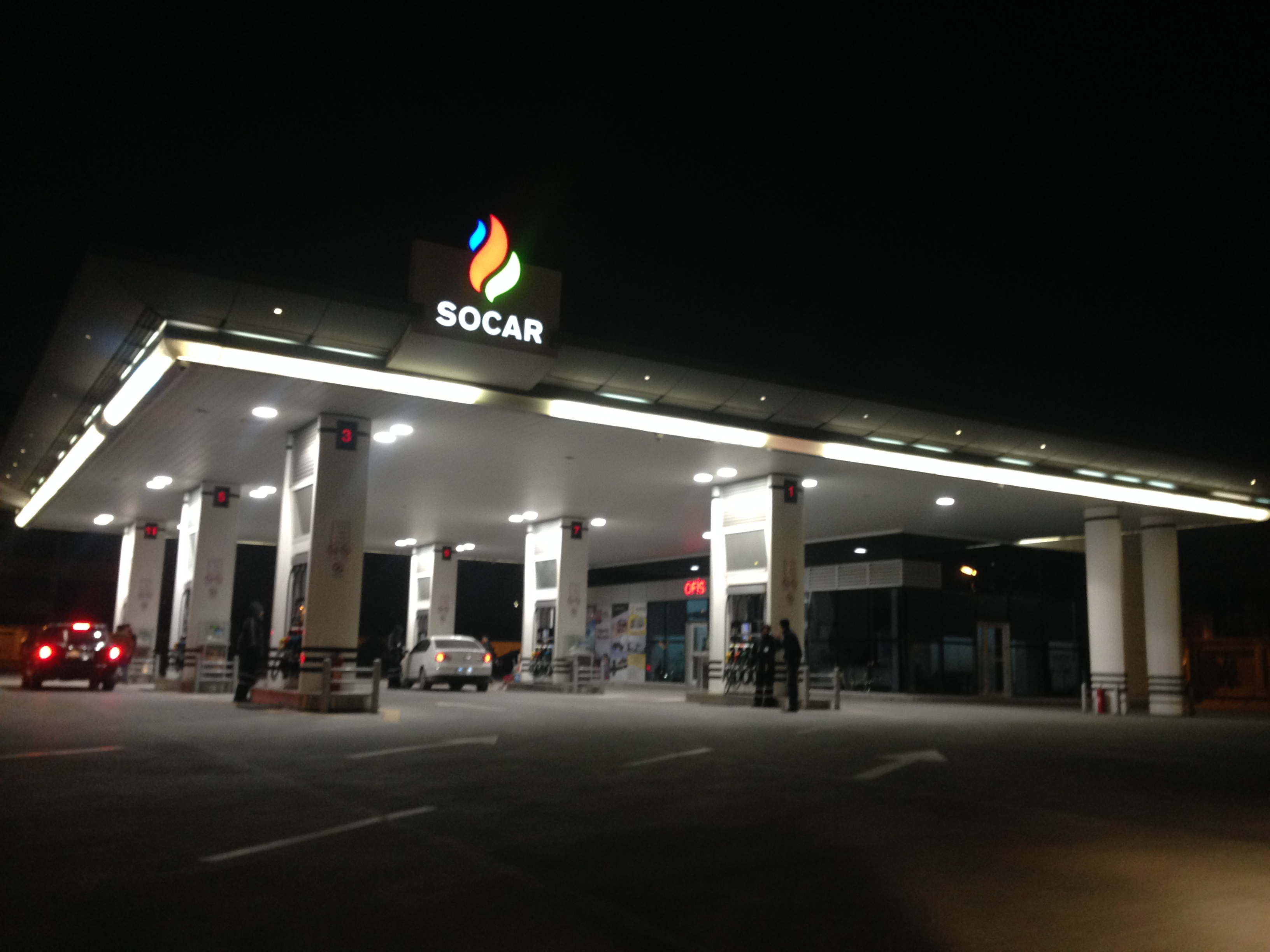
Posto de combustíveis da SOCAR no Azerbaijão.

Opera a única refinaria de petróleo do país, uma planta de processamento de gás e petróleo e exportação de gás em todo o país. Possui redes de postos de abastecimento de combustível sob a marca SOCAR no Azerbaijão, Turquia, Geórgia, Ucrânia, Romênia e Suíça.
SOCAR é uma importante fonte de renda para o Azerbaijão. A empresa é administrada de maneira obscura, pois possui complexas redes de contratos e intermediários que, segundo organizações não-governamentais de vigilância, levaram ao enriquecimento das elites dominantes do país.

## Nota
1. ↑  Onshore acontece em terra, enquanto a offshore é no mar. Por conta disso, os processos são diferentes, já que cada local necessita de um procedimento específico.